# Zorenci
Zorénci  je manjša vas v Sloveniji.  

## Geografija
Povprečna nadmorska višina naselja je 165 m.
Pomembnejše bližnje naselje je Črnomelj (5 km).